# Bajeslovna bitja v slovenski ljudski pripovedi
V slovenski ljudski pripovedi so pogosto prisotna bajeslovna bitja, vsako izmed njih pa ima tudi svoj pomen. Ker pa je bajeslovnih bitij zelo veliko, bodo na tej strani predstavljene le slovenske pripovedi o zmajih, belih gamsih, zlatih pticah in drugih bajnih živalih.

## Bajeslovne živali v ljudskem izročilu
Že iz zgodovine so ljudem znane pripovedke o bajeslovnih živalih. Ljudje so si že v daljni zgodovini predstavljali mitološke osebe in poleg teh še mitološke živali. Te so upodabljali kot zmaje, večglave kače, velikanske ribe, najrazličnejše nenavadne kuščarje, polkonje, bele ali črne konje, enoroge, zlatoroge, ptice, volkove, pse in podobno. S temi živalmi so povezane številne šege in navade, pesmi in pripovedi. Ljudje so se morali v preteklosti spopadati z mnogimi naravnimi pojavi, se pogosto spopadati in ohranjati skupno sožitje, z bajeslovnimi živalmi v bajkah in pripovedkah pa so se želeli približati živalim in ustvariti skupno, ustrezno harmonijo. 
Mnoga bajeslovna bitja poosebljajo neko naravno ali nadnaravno silo in uravnavajo ravnovesje v svetu. Taka bitja so bili zlatorogi, beli konji in gamsi z zlatimi rogovi ali parkeljci, košute in jeleni z zlatim križem na čelu, ki se približujejo soncu in nebu in poosebljajo nebesna božanstva. Streljanje in plenjenje teh živali je bilo strogo prepovedano. Kljub strelom pa so bila ta bitja neranljiva, saj je tami, kamor, je iz rane prikapljala kri, zrasla roža, ki jo je žival pojedla in se pozdravila. Bajke in pripovedi so učile, da se ob nedeljah ali v kvaternih tednih in praznikih ni smelo loviti. Lovec, ki je prekršil to pravilo ni ubežal kazni.
Slovensko bajeslovje lahko prepoznavamo predvsem prek ohranjenih zgodovinskih virov in ljudskega izročila. Primarni viri so arheološka najdišča in najdbe, pisni zgodovinski viri, vendar ti zapisi zahtevajo kritično branje, v kontekstu z okoljem, v katerem so nastajali. Mnogi so pisali o bajeslovnem izročilu že v antiki, kot na primer Prokopij (De bello Gothico, III (6. stoletje)), Hermold (Cronica Slavorum, ca. 1108 – 1177), Saxo Drammaticus (Gesta Danorum, 12. stoletje)) in drugi. Slovenski književniki, ki so upodabljali bajeslovna bitja v svojih pripovedih, pa so bili Valentin Vodnik (ljudske pesmi in bajeslovno ljudsko izročilo), Emil Korytko (Slovenske pesmi kranjskega naroda, 1839), Milko Matičetov (O bajnih bitjih Slovencev s pristavkom o Kurentu, 1985) in drugi.

## Povedka o Zlatorogu
Povedka o Zlatorogu – o lovcu in čudežni živali – se je ohranila v slovenskem in ruskem ljudskem izročilu skozi stoletja kot odraz globoke povezanosti med človekom in naravo in njune usodne soodvisnosti. Zlatoroga si lahko predstavljamo kot belega gamsa z zlatimi rogovi, kot vodnika belih koz in gamsov, ki so se pasle po gorskih grebenih. Pripovedka govori o tem, kako je nek trentarski lovec hotel iz pohlepa ustreliti Zlatoroga in mu vzeti njegove zlate rogove. Zaradi svoje sebičnosti je na koncu pristal v prepadu. Ta dogodek je spremenil gorski greben kjer je bila prej trava, na kateri so se pasle živali, je postalo kamnito melišče, bele žene, Zlatorog in gamsi pa so odšli neznano kam. 
Pripovedka o Zlatorogu je bila znana celo v albanskih gorah, v Grčiji, poznali so jo Južni Slovani in v širšem vzhodnem alpskem prostoru. Našo Pripovedko o Zlatorogu je napisal Karel Dežman v 19. stoletju.

## Riba Faronika
Na dnu morja naj bi kraljevala riba Faronika. Ob njenem premikanju se strese zemlja in nastanejo zemeljske katastrofe. Ime ribe je povezano s faraonovimi vojščaki, ki jih je požrlo Rdeče morje in so se spremenili v ribe, ki pa le občasno prevzamejo človeško obliko.  V Pesemi o Faroniki Jezus prosi, naj se riba ne pomika naprej, saj bo svet zaradi tega pogubljen. 
Izročilo o Faroniki se je združilo z izročilom o zlati deklici Veroniki, ki je bila pol kača in pol deklica. V tako pošast se je spremenila zaradi pohlepa in sebičnosti, saj beraču, ki jo je prosil za milost ni hotela podariti niti groša.
Riba Faronika je pesem, ki se je ohranila na Tolminskem in so jo včasih ljudje prav radi prepevali.
Riba Faronika
Riba po morju plava,

riba Faronika.
Jezus za njo priplava

po morju globočin:
ʺO le čakaj, čakaj, riba,

riba Faronika!
Te bomo kaj prašali,

kak se po svet godi.ʺ
ʺČe bom jest z mojim repom zvila,

ves svet potopljen bo;
Če se bom jest na moj hrbt zvrnila,

ves svet pogubljen bo.ʺ
ʺO nikar, nikar, riba,

riba Faronika!
Zavolj nedolžnih otročičev,

zavolj porodnih žen.ʺ (ljudska,epska)

## Zmaj v Postojnski jami
Zmaji, ki nastopajo v pripovedih, se pogosto poistovetijo s kačami, saj so uprizorjeni kot večglavi zmaji, ki bruhajo ogenj. Pri številu glav je pomembno le to, da je mnogokratnik števila tri ali sedem. To so namreč pravljična števila. Zmaj je mešanica ptiča, kače in kuščarja, zato lahko leti, živi v vodi in pod zemljo. V slovenskem ljudskem izročilu je zmaj podzemna sila, ki počiva v gorskih stenah, jamah, rudnikih, pod cerkvenimi zvoniki, na dnu jezera in ob izvirih voda. 
Pripoved o zmaju v Postojnski jami govori o strahovitem zmaju. Ko je bil lačen je rjovel, da se je slišalo daleč naokoli. Ljudje so mu morali prinašati njihovo živino, da je bil sit. Vendar nekega dne pa je v te kraje prišel pastir Jakob, ki so ga klicali kar Prebrisana glava. Ta se je spomnil kako bo ugnal zmaja, ki je dolga leta ustrahoval ljudi. Naročil je, da odrejo vola in v njegovo kožo nabašejo apno. Tako so naredili in vrgli vola zmaju. Ko je zmaj popil vode, ga je začelo boleti trebuh, ki mu je kasneje tudi počil. Ljudje so bili rešeni bremena, v zameno pa so dobili obilo zmajeve kože in si izdelali torbe.

## Železna kura s trinajstimi jajci
Petelin v ljudskem bajeslovju predstavlja spremljevalca nebesnega božanstva ali pa simbolizira sonce. Zaradi močnega simboličnega značaja je petelin priljubljena prispodoba, predvsem rodovitnosti. 
Posebno vlogo v pripovedi ima Železna kura s trinajstimi jajci v zgodbi iz Ukev v Kanalski dolini. Siromašni ženi so vaščani ubili njneno edino kravo, zato je prek železne kure siromašna žena izvede postopek zaklinjanja.
Železna kura s trinajstimi jajci
Tukaj v Ukvah je bila zlata ruda, tam notri, veste tam, kjer je cerkev, kjer potok teče, morda dvesto metrov naprej je še zdaj jama in v njej je bila zlata ruda. Potem ljudje v teh krajih so bili pa tako prenajedeni, da niso vedeli več, kaj bi še počeli.
Bala je pa v vasi neka vdova, ki je imela, ne vem koliko otrok, kar precej jih je imela. Imela je eno kravo in kadar je mleko potrebovala, je hodila molst v hlev.
Ti ljudje pa, ki so bili pokvarjeni od prenajedenosti, so šli tja v njen hlev ponoči, pa so ji kravo zaklali, kožo odrli, jo s salamo nabasali in postavili k jaslim.
Ženska je šla molst in seveda je bila le salama, ni bilo več njene kravice. Ni vedela, kaj bi, potlej se je odločila, je šla v Neborjet - tam so bili kovači - in je dala narediti železno kuro s trinajstimi jajci iz železa, nato pa je vse postavila v jamo. Rekli so, da je imela tista kura piščance!
Potem so zlobneži spet hoteli zlato rudo kopat, ampak zlate rude ni bilo več. (ljudska)